# X Factor 2021 (Danmark)
X Factor 2021 var 14. sæson af talentkonkurrencen X Factor. Sæsonen vises for tredje gang på TV 2.
Dommerne var Oh Land, Martin Jensen og Blachman, og Sofie Linde havde meddelt, at hun ville fortsætte som vært. Efter denne udmelding blev hun dog gravid med sit andet barn og kan derfor ikke være vært i liveshowene. Hendes barselsvikar skulle oprindeligt have været komiker Melvin Kakooza, men mandagen før det første liveshow blev det meldt ud, at han var blevet ramt af en hjernetumor og derfor ikke ville vende tilbage til X Factor. Han havde sammen med Sofie Linde været vært på bootcampen for at skabe en blød overgang.
Samme dag meldte TV2 ud, at den oprindelige X Factor-vært fra sæson 1, 2, 4 og 5 Lise Rønne ville afløse Melvin Kakooza som vært.
Martin Jensen er ny dommer efter Ankerstjerne valgte at trække sig som dommer, for at fokusere på andre projekter.
Solveig Lindelof vandt konkurrencen med 52,7 % procent af seernes stemmer. og det også betyder at hun er den første vinder som har landet i farezonen tidligere i uge 4. og Oh Land blev den vindende dommer for første gang.

## Kunstnernes udvælgelsesproces

### 5 Chair Challenge
5 Chair Challenge fandt atter sted i sæson 13. Oh Land blev mentor for kategorien 15-22, Martin Jensen blev mentor for over 23, mens Thomas Blachman blev mentor for grupperne.
De 15 udvalgte kunstnere var:
- 15-22: Nikoline, Andreas, Solveig, Lucca, Julie-Maja
- Over 23: Hiba, Vilson, Julia, Dan, Philip
- Grupperne: Emmelie & Laura, Neva & Ida, Fox & Lilly, Simon & Marcus, The Kubrix[8]

Gruppen KAJSA var oprindeligt kommet videre til bootcamp, så da de trak sig fra programmet, kunne Blachmann danne en gruppe mere.

## Finalister
– Vinder
     – Andenplads
     – Trejdeplads
     – Udstemt
| Kategori (mentor)  | Kunstner       | Kunstner         | Kunstner                  |
| ------------------ | -------------- | ---------------- | ------------------------- |
| Under 23 (Oh Land) | Lucca Nordlund | Solveig Lindelof | Nikoline Steen Kristensen |
| Over 23 (Jensen)   | Hiba Chehade   | Vilson Ferati    | Dan Laursen               |
| Grupper (Blachman) | Simon & Marcus | Neva & Ida       | The Kubrix                |

## Live shows

### Statistik
Farvekoder:
| - | Oh Land som mentor (Under 23)              |
| - | Thoman Blachman som mentor (Grupper/Bands) |
| - | Martin Jensen som mentor (Over 23)         |

| – | Vinder                                                                           |
| – | Andenplads                                                                       |
| – | Deltageren var blandt de to med laveste stemmer og skulle synge igen i farezonen |
| – | Deltageren blev råbt op som værende gået videre (vilkårlig rækkefølge)           |
| – | Deltageren fik færrest seerstemmer og blev som følge heraf stemt ud              |
| – | Deltageren var fredet til næste uge, da der ikke var nogen afstemning            |

| [ 11 ]                  | [ 11 ]                    | Uge 1 | Uge 2                    | Uge 3                     | Uge 4                           | Uge 5                      | Uge 6 | Uge 6 | Uge 7 | Uge 7 |
| [ 11 ]                  | [ 11 ]                    | Uge 1 | Uge 2                    | Uge 3                     | Uge 4                           | Uge 5                      | 1. runde | 2. runde | 1. runde | 2. runde |
| ----------------------- | ------------------------- | --- | ------------------------ | ------------------------- | ------------------------------- | -------------------------- | --- | --- | --- | --- |
| 1                       | Solveig Lindelof          | | 5. 10.6%                 | 3. 16.4%                  | 6. 13.6%                        | 1. 23.0%                   | 1. 24.2% | 1. 29.2% | 1. 36.0% | Vinder 52.7% |
| 2                       | Nikoline Steen Kristensen | | 2. 15.9%                 | 1. 16.7%                  | 2. 16.2%                        | 2. 17.3%                   | 4. 18.8% | 2. 26.8% | 2. 35.0% | Andenplads 47.3% |
| 3                       | Simon & Marcus            | | 3. 13.3%                 | 2. 16.5%                  | 1. 17.1%                        | 4. 15.6%                   | 2. 22.1% | 3. 23.3% | 3. 29.0% | Udstemt (Uge 7) |
| 4                       | Lucca Nordlund            | | 1. 16.4%                 | 4. 13.9%                  | 3. 15.5%                        | 5. 15.5%                   | 3. 21.6% | 4. 20.8% | Udstemt (Uge 6) | Udstemt (Uge 6) |
| 5                       | Dan Laursen               | | 6. 10.3%                 | 6. 11.2%                  | 4. 14.7%                        | 3. 15.6%                   | 5. 13.3% | Udstemt (Uge 6) | Udstemt (Uge 6) | Udstemt (Uge 6) |
| 6                       | The Kubrix                | | 4. 11.4%                 | 5. 11.9%                  | 5. 14.0%                        | 6. 13.0%                   | Udstemt (Uge 5) | Udstemt (Uge 5) | Udstemt (Uge 5) | Udstemt (Uge 5) |
| 7                       | Vilson Ferati             | | 7. 9.1%                  | 8. 5.9%                   | 7. 8.9%                         | Udstemt (Uge 4)            | Udstemt (Uge 4) | Udstemt (Uge 4) | Udstemt (Uge 4) | Udstemt (Uge 4) |
| 8                       | Neva & Ida                | | 9. 4.5%                  | 7. 7.5%                   | Udstemt (Uge 3)                 | Udstemt (Uge 3)            | Udstemt (Uge 3) | Udstemt (Uge 3) | Udstemt (Uge 3) | Udstemt (Uge 3) |
| 9                       | Hiba Chehade              | | 8. 8.5%                  | Udstemt (Uge 2)           | Udstemt (Uge 2)                 | Udstemt (Uge 2)            | Udstemt (Uge 2) | Udstemt (Uge 2) | Udstemt (Uge 2) | Udstemt (Uge 2) |
| Laveste stemmer         | Laveste stemmer           | I første liveshow var der ingen afgørelse. Seerne kunne stadig stemme, og stemmerne gik videre og blev talt med i andet liveshow, hvor der var første afgørelse | Hiba Chehade, Neva & Ida | Vilson Ferati, Neva & Ida | Vilson Ferati, Solveig Lindelof | Lucca Nordlund, The Kubrix | Ingen dommerstemmer eller deltagere i farezone: Det er alene seernes stemmer der afgør, hvem der bliver elimineret, og hvem der i sidste ende vinder. | Ingen dommerstemmer eller deltagere i farezone: Det er alene seernes stemmer der afgør, hvem der bliver elimineret, og hvem der i sidste ende vinder. | Ingen dommerstemmer eller deltagere i farezone: Det er alene seernes stemmer der afgør, hvem der bliver elimineret, og hvem der i sidste ende vinder. | Ingen dommerstemmer eller deltagere i farezone: Det er alene seernes stemmer der afgør, hvem der bliver elimineret, og hvem der i sidste ende vinder. |
| Blachman stemte ud      | Blachman stemte ud        | I første liveshow var der ingen afgørelse. Seerne kunne stadig stemme, og stemmerne gik videre og blev talt med i andet liveshow, hvor der var første afgørelse | Hiba Chehade             | Neva & Ida                | Vilson Ferati                   | Lucca Nordlund             | Ingen dommerstemmer eller deltagere i farezone: Det er alene seernes stemmer der afgør, hvem der bliver elimineret, og hvem der i sidste ende vinder. | Ingen dommerstemmer eller deltagere i farezone: Det er alene seernes stemmer der afgør, hvem der bliver elimineret, og hvem der i sidste ende vinder. | Ingen dommerstemmer eller deltagere i farezone: Det er alene seernes stemmer der afgør, hvem der bliver elimineret, og hvem der i sidste ende vinder. | Ingen dommerstemmer eller deltagere i farezone: Det er alene seernes stemmer der afgør, hvem der bliver elimineret, og hvem der i sidste ende vinder. |
| Oh Land stemte ud       | Oh Land stemte ud         | I første liveshow var der ingen afgørelse. Seerne kunne stadig stemme, og stemmerne gik videre og blev talt med i andet liveshow, hvor der var første afgørelse | Hiba Chehade             | Ingen                     | Vilson Ferati                   | The Kubrix                 | Ingen dommerstemmer eller deltagere i farezone: Det er alene seernes stemmer der afgør, hvem der bliver elimineret, og hvem der i sidste ende vinder. | Ingen dommerstemmer eller deltagere i farezone: Det er alene seernes stemmer der afgør, hvem der bliver elimineret, og hvem der i sidste ende vinder. | Ingen dommerstemmer eller deltagere i farezone: Det er alene seernes stemmer der afgør, hvem der bliver elimineret, og hvem der i sidste ende vinder. | Ingen dommerstemmer eller deltagere i farezone: Det er alene seernes stemmer der afgør, hvem der bliver elimineret, og hvem der i sidste ende vinder. |
| Martin Jensen stemte ud | Martin Jensen stemte ud   | I første liveshow var der ingen afgørelse. Seerne kunne stadig stemme, og stemmerne gik videre og blev talt med i andet liveshow, hvor der var første afgørelse | Neva & Ida               | Neva & Ida                | Solveig Lindelof                | The Kubrix                 | Ingen dommerstemmer eller deltagere i farezone: Det er alene seernes stemmer der afgør, hvem der bliver elimineret, og hvem der i sidste ende vinder. | Ingen dommerstemmer eller deltagere i farezone: Det er alene seernes stemmer der afgør, hvem der bliver elimineret, og hvem der i sidste ende vinder. | Ingen dommerstemmer eller deltagere i farezone: Det er alene seernes stemmer der afgør, hvem der bliver elimineret, og hvem der i sidste ende vinder. | Ingen dommerstemmer eller deltagere i farezone: Det er alene seernes stemmer der afgør, hvem der bliver elimineret, og hvem der i sidste ende vinder. |
| Udstemt                 | Udstemt                   | I første liveshow var der ingen afgørelse. Seerne kunne stadig stemme, og stemmerne gik videre og blev talt med i andet liveshow, hvor der var første afgørelse | Hiba Chehade Niendeplads | Neva & Ida Ottendeplads   | Vilson Ferati Syvendeplads      | The Kubrix Sjetteplads     | Dan Laursen Femteplads | Lucca Nordlund Fjerdeplads | Simon & Marcus Tredjeplads | Nikoline Steen Kristensen Andenplads |
| Udstemt                 | Udstemt                   | I første liveshow var der ingen afgørelse. Seerne kunne stadig stemme, og stemmerne gik videre og blev talt med i andet liveshow, hvor der var første afgørelse | Hiba Chehade Niendeplads | Neva & Ida Ottendeplads   | Vilson Ferati Syvendeplads      | The Kubrix Sjetteplads     | Dan Laursen Femteplads | Lucca Nordlund Fjerdeplads | Simon & Marcus Tredjeplads | Solveig Lindelof Vinder |
| Kilde                   | Kilde                     | [ 12 ] | [ 13 ]                   | [ 14 ]                    | [ 15 ]                          | [ 16 ]                     | [ 17 ] | [ 18 ] | [ 19 ] | [ 20 ] |

1. ↑  Efter både Blachman og Jensen havde valgt at stemme Neva & Ida ud, var Oh Lands stemme ikke nødvendig.

### Live shows

#### Uge 1 (26. februar)
- Tema: Signatur[21]

| Rækkefølge | Artist                    | Sang (original kunstner)             | Resultat |
| ---------- | ------------------------- | ------------------------------------ | -------- |
| 1          | Solveig Lindelof          | ''Here Comes The Sun'' (The Beatles) | Fredet   |
| 2          | Simon & Marcus            | ''Hot Girl Bummer'' (Blackbear)      | Fredet   |
| 3          | Dan Laursen               | ''Before You Go'' (Lewis Capaldi)    | Fredet   |
| 4          | Nikoline Steen Kristensen | ''Vi Er Ikke Kønne Nok'' (Katinka)   | Fredet   |
| 5          | Hiba Chehade              | ''Ocean Eyes'' (Billie Eilish)       | Fredet   |
| 6          | The Kubrix                | ''Hallucinogenics'' (Matt Maeson)    | Fredet   |
| 7          | Vilson Ferati             | "Blinding Lights" (The Weeknd)       | Fredet   |
| 8          | Neva & Ida                | "Mad Hatter" (Melanie Martinez)      | Fredet   |
| 9          | Lucca Nordlund            | "Drivers License" (Olivia Rodrigo)   | Fredet   |

- Der var ingen afstemning i første liveshow, men stemmerne gik videre til andet liveshow.

#### Uge 2 (5. marts)
- Tema: Sange fra 2020 [22]

| Rækkefølge | Artist                    | Sang (original kunstner)                             | Resultat     | Stemmeprocent | Plads i liveshow |
| ---------- | ------------------------- | ---------------------------------------------------- | ------------ | ------------- | ---------------- |
| 1          | Dan Laursen               | ''Higher Ground'' (Martin Garrix feat .John Martin)  | Stemt videre | 10.3%         | 6                |
| 2          | Nikoline Steen Kristensen | ''Giv Lys Igen'' (Aksglæde)                          | Stemt videre | 15.9%         | 2                |
| 3          | The Kubrix                | ''People, I’ve been sad'' (Christine and the Queens) | Stemt videre | 11.4%         | 4                |
| 4          | Hiba Chehade              | "You should be sad" (Halsey)                         | I farezonen  | 8.5%          | 8                |
| 5          | Lucca Nordlund            | "Fire On Fire" (Sam Smith)                           | Stemt videre | 16.4%         | 1                |
| 6          | Neva & Ida                | "Mad at Disney" (salem ilese)                        | I farezonen  | 4.5%          | 9                |
| 7          | Solveig Lindelof          | "Please Don’t Make Me Cry" (Lianne La Havas)         | Stemt videre | 10.6%         | 5                |
| 8          | Vilson Ferati             | "Lonely" (Justin Bieber & Benny Blanco)              | Stemt videre | 9.1%          | 7                |
| 9          | Simon & Marcus            | "Bad Boy" (Yung Bae with bbno$ & Billy Marchiafava)  | Stemt videre | 13.3%         | 3                |
| Sangdyst   |                           |                                                      |              |               |                  |
| Rækkefølge | Artist                    | Sang (original kunstner)                             | Resultat     | Resultat      | Resultat         |
| 1          | Hiba Chehade              | ''No Peace'' (Sam Smith)                             | Stemt ud     | Stemt ud      | Stemt ud         |
| 2          | Neva & Ida                | ''Børn Af Natten'' (Panamah)                         | Stemt videre | Stemt videre  | Stemt videre     |

Dommerne stemte ud
- Blachman: Hiba Chehade
- Oh Land: Hiba Chehade
- Martin Jensen: Neva & Ida

#### Uge 3 (12. marts)
- Tema: Lyden af min barndom[23]
- Gæsteoptræden: "Børn Af Den Tabte Tid" (Folkeklubben)

| Rækkefølge | Artist                    | Sang (original kunstner)                           | Resultat     | Stemmeprocent | Plads i liveshow |
| ---------- | ------------------------- | -------------------------------------------------- | ------------ | ------------- | ---------------- |
| 1          | Nikoline Steen Kristensen | ''Joanna'' (Kim Larsen)                            | Stemt videre | 16.7%         | 1                |
| 2          | Neva & Ida                | ''Heathens'' (Twenty One Pilots)                   | I farezonen  | 7.5%          | 7                |
| 3          | Vilson Ferati             | ''Let Me Love You'' (Mario)                        | I farezonen  | 5.9%          | 8                |
| 4          | Solveig Lindelof          | "Nobody Wants To Hear Songs Anymore" (Ben Abraham) | Stemt videre | 16.4%         | 3                |
| 5          | Simon & Marcus            | "Feel Good Inc." (Gorillaz)                        | Stemt videre | 16.5%         | 2                |
| 6          | Dan Laursen               | ''Tusind Stykker'' (Anne Linnet)                   | Stemt videre | 11.2%         | 6                |
| 7          | Lucca Nordlund            | ''New Love'' (Dua Lipa)                            | Stemt videre | 13.9%         | 4                |
| 8          | The Kubrix                | "Yellow Flicker Beat" (Lorde)                      | Stemt videre | 11.9%         | 5                |
| Sangdyst   |                           |                                                    |              |               |                  |
| Rækkefølge | Artist                    | Sang (original kunstner)                           | Resultat     | Resultat      | Resultat         |
| 1          | Neva & Ida                | "I Found" (Amber Run)                              | Stemt ud     | Stemt ud      | Stemt ud         |
| 2          | Vilson Ferati             | "Diamonds" (Sam Smith)                             | Stemt videre | Stemt videre  | Stemt videre     |

Dommerne stemte ud
- Blachman: Neva & Ida
- Oh Land: Oh Lands stemme var ikke nødvendig, eftersom både Martin Jensen og Blachman selv havde valgt at stemme Neva & Ida ud. Det var den kun anden gang i programmets historie, at en dommer stemte sin egen deltager/gruppe ud. Den første gang det skete var i sæson 5, hvor det også var Blachmann der stemte en af sine egne grupper ud. Nemlig Tandberg & Østenby.
- Martin Jensen: Neva & Ida

#### Uge 4 (19. marts)
- Tema: Sommer[24]
- Gæsteoptræden: "Solhverv" & "Stjernerne" (Lord Siva)

| Rækkefølge | Artist                    | Sang (original kunstner)                            | Resultat     | Stemmeprocent | Plads i liveshow |
| ---------- | ------------------------- | --------------------------------------------------- | ------------ | ------------- | ---------------- |
| 1          | Simon & Marcus            | "Walkin' On The Sun" (Smash Mouth)                  | Stemt videre | 17.1%         | 1                |
| 2          | Lucca Nordlund            | "Never Dreamed You'd Leave In Summer" (James Blake) | Stemt videre | 15.5%         | 3                |
| 3          | Nikoline Steen Kristensen | "Sunlight" (Hozier)                                 | Stemt videre | 16.2%         | 2                |
| 4          | Vilson Ferati             | "Wake Me Up" (Avicii)                               | I farezonen  | 8.9%          | 7                |
| 5          | The Kubrix                | "National Anthem" (Lana Del Rey)                    | Stemt videre | 14.0%         | 5                |
| 6          | Solveig Lindelof          | "Sun In Our Eyes" (MØ & Diplo)                      | I farezonen  | 13.6%         | 6                |
| 7          | Dan Laursen               | "Castle on the Hill" (Ed Sheeran)                   | Stemt videre | 14.7%         | 4                |
| Sangdyst   |                           |                                                     |              |               |                  |
| Rækkefølge | Artist                    | Sang (original kunstner)                            | Resultat     | Resultat      | Resultat         |
| 1          | Vilson Ferati             | "Pray" (Sam Smith)                                  | Stemt ud     | Stemt ud      | Stemt ud         |
| 2          | Solveig Lindelof          | "Once Upon a Time" (SHAED)                          | Stemt videre | Stemt videre  | Stemt videre     |

Dommerne stemte ud
- Blachman: Vilson Ferati
- Oh Land: Vilson Ferati
- Martin Jensen: Solveig Lindelof

#### Uge 5 (26. marts)
- Tema: Spil Dansk[25]
- Gruppeoptræden: "Føler mig selv 100" (Andreas Odbjerg; fremført af de 6 tilbageværende livedeltagere og Andreas Odbjerg)
- Gæsteoptræden: "I Morgen er en ny dag" (Andreas Odbjerg)

| Rækkefølge | Artist                    | Sang (original kunstner)                  | Resultat     | Stemmeprocent | Plads i liveshow |
| ---------- | ------------------------- | ----------------------------------------- | ------------ | ------------- | ---------------- |
| 1          | Lucca Nordlund            | "Island" (Maddy)                          | I farezonen  | 15.5%         | 5                |
| 2          | Simon & Marcus            | "Hot!" (Nik & Jay)                        | Stemt videre | 15.6%         | 4                |
| 3          | Solveig Lindelof          | "Give You More" (Mekdes)                  | Stemt videre | 23.0%         | 1                |
| 4          | Dan Laursen               | "Over Byen" (Noah)                        | Stemt videre | 15.6%         | 3                |
| 5          | The Kubrix                | "Mercy" (MØ feat. What So Not & Two Feet) | I farezonen  | 13.0%         | 6                |
| 6          | Nikoline Steen Kristensen | "Endeløst" (Rasmus Walter)                | Stemt videre | 17.4%         | 2                |
| Sangdyst   |                           |                                           |              |               |                  |
| Rækkefølge | Artist                    | Sang (original kunstner)                  | Resultat     | Resultat      | Resultat         |
| 1          | Lucca Nordlund            | "Wicked Game" (Chris Isaak)               | Stemt videre | Stemt videre  | Stemt videre     |
| 2          | The Kubrix                | "Dead to Me" (Kali Uchis)                 | Stemt ud     | Stemt ud      | Stemt ud         |

Dommerne stemte ud
- Blachman: Lucca Nordlund
- Oh Land: The Kubrix
- Martin Jensen: The Kubrix

#### Uge 6 (2. april)[26]
- Tema: Horns & Unplugged
- Gæsteoptræden: "Uundgåelig" (Alma Agger)

Det er udelukkende seerernes stemmer, der bestemmer, hvem der bliver elimineret.
For første gang i X Factor Danmarks historie skal der stemmes 2 deltagere ud af programmet i semi-finalen. Det foregår på følgende måde:
Først er alle deltagere på scenen én gang. Når seerstemmerne er talt op efter pausen, forlader første deltager programmet.
Så nulstilles stemmetallet, og de resterende fire deltagere skal på scenen igen. Derefter er det deltageren med færrest seerstemmer i anden runde, der forlader programmet.
1. runde:
| Rækkefølge | Artist                    | Sang (original kunstner)                                      | Resultat     | Stemmeprocent | Plads i liveshow |
| ---------- | ------------------------- | ------------------------------------------------------------- | ------------ | ------------- | ---------------- |
| 1          | Nikoline Steen Kristensen | "Nothing Breaks Like A Heart" (Mark Ronson feat. Miley Cyrus) | Stemt videre | 18.8%         | 4                |
| 2          | Dan Laursen               | "Giant" (Calvin Harris feat. Rag'n'Bone Man)                  | Stemt ud     | 13.3%         | 5                |
| 3          | Lucca Nordlund            | "Love Lockdown" (Kanye West)                                  | Stemt videre | 21.6%         | 3                |
| 4          | Simon & Marcus            | "Rocket Scientist" (Teddybears feat. Eve)                     | Stemt videre | 22.1%         | 2                |
| 5          | Solveig Lindelof          | "Shut Up" (Ariana Grande)                                     | Stemt videre | 24.2%         | 1                |

2. runde
| Rækkefølge | Artist                    | Sang (original kunstner)             | Resultat     | Stemmeprocent | Plads i liveshow |
| ---------- | ------------------------- | ------------------------------------ | ------------ | ------------- | ---------------- |
| 1          | Nikoline Steen Kristensen | "Op" (Claus Hempler)                 | Stemt videre | 26.8%         | 2                |
| 2          | Lucca Nordlund            | "The Warning" (Kindness feat. Robyn) | Stemt ud     | 20.8%         | 4                |
| 3          | Simon & Marcus            | "Sunday Best" (Surfaces)             | Stemt videre | 23.3%         | 3                |
| 4          | Solveig Lindelof          | "Heartbeat" (Nneka)                  | Stemt videre | 29.2%         | 1                |

#### Uge 7 (9. april)[27]
- Tema: Dommervalg, Duet og vindersang
- Gæsteoptræden: "Take it Back" & "45 Fahrenheit Girl" (Drew Sycamore)
- Gruppeoptræden: "Move on Up" (Curtis Mayfield; fremført af de 9 livedeltagere), "Folk skal bare holde deres kæft" (Hugorm; fremført af Hugorm og de 9 livedeltagere)

| Rækkefølge | Artist                    | Sang (Dommervalg)                           | Rækkefølge | Sang (Duet)                                                               | Stemmeprocent | Plads i liveshow | Rækkefølge | Vindersang                              | Stemmeprocent | Resultat    |
| ---------- | ------------------------- | ------------------------------------------- | ---------- | ------------------------------------------------------------------------- | ------------- | ---------------- | ---------- | --------------------------------------- | ------------- | ----------- |
| 1          | Simon & Marcus            | "Sexy and I Know It" (LMFAO)                | 4          | "Mansion" og "Alene" (Thor Farlov) (med Thor Farlov)                      | 29.0%         | 3                |            |                                         |               | Tredjeplads |
| 2          | Solveig Lindelof          | "They Won't Go When I Go?" (George Michael) | 5          | "Slip Away" og "Angel Zoo" (Phlake) (med Mads Bo)                         | 36.0%         | 1                | 8          | "Cranes in the Sky" (Solveig)           | 52.7%         | Vinder      |
| 3          | Nikoline Steen Kristensen | "Fly Away" (Tones and I)                    | 6          | "Nær" og "I et land uden høje bjerge" (Michael Falch) (med Michael Falch) | 35.0%         | 2                | 7          | "Alle Tråde"(Nikoline Steen Kristensen) | 47.3%         | Andenplads  |

## Afsnit og seertal
| Dato             | Afsnit            | Seertal - hovedprogrammet | Seertal - afgørelsen | Kilde  |
| ---------------- | ----------------- | ------------------------- | -------------------- | ------ |
| 1. januar 2021   | Auditions         | 1.118.000                 |                      | [ 28 ] |
| 8. januar 2021   | Auditions         | 1.375.000                 |                      | [ 29 ] |
| 15. januar 2021  | Auditions         | 1.201.000                 |                      | [ 30 ] |
| 22. januar 2021  | 5 Chair Challenge | 1.123.000                 |                      | [ 31 ] |
| 30. januar 2021  | 5 Chair Challenge | 1.031.000                 |                      | [ 32 ] |
| 5. februar 2021  | 5 Chair Challenge | 1.302.000                 |                      | [ 33 ] |
| 12. februar 2021 | Bootcamp          | 1.085.000                 |                      | [ 34 ] |
| 19. februar 2021 | Bootcamp          | 1.014.000                 |                      | [ 35 ] |
| 26. februar 2021 | 1. live show      | 1.057.000                 |                      | [ 36 ] |
| 5. marts 2021    | 2. live show      | 1.009.000                 | 949.000              | [ 37 ] |
| 12. marts 2021   | 3. live show      | 1.088.000                 | 1.011.000            | [ 38 ] |
| 19. marts 2021   | 4. live show      | 1.046.000                 | 1.011.000            | [ 39 ] |
| 26. marts 2021   | 5. live show      | 1.020.000                 | 980.000              | [ 40 ] |
| 2. april 2021    | Semifinalen       | 842.000                   | 796.000              | [ 41 ] |
| 9. april 2021    | Finalen           | 1.155.000                 | 1.079.000            | [ 42 ] |